# Luis José Ocampo
Luis José Ocampo de la Rosa (Lurigancho-Chosica, 22 de noviembre de 1991) es un actor y profesor de teatro peruano, que ha protagonizado en series y obras en su país, contando con una amplia trayectoria actoral.

## Biografía
Proveniente de una familia de clase media, vivió sus primeros años en Lurigancho-Chosica, distrito de la provincia de Lima. En su niñez, se desempeñaría en diferentes oficios como cobrador de microbús y vendedor de golosinas, sin dejar de lado a sus estudios escolares, para más tarde, en su adolescencia, mudarse por un tiempo al Callao.
Tras concluir la secundaria, Ocampo estudió la carrera de ingeniería industrial en la Universidad del Callao, optando con abandonarla años más tarde. Al poco tiempo, iniciaría su interés por la actuación, participando en los talleres de teatro de la mano del productor actoral Roberto Ángeles.
Ocampo comenzó su carrera artística en el año 2014, haciendo su debut como protagonista del cortometraje El disfraz como Gabriel, enamorado de Micaela, que tras finalizar su trabajo en un evento, no puede quitarse su disfraz. En la trama, compartiendo roles con la actriz Cindy Díaz.
Gracias a su popularidad, le ha permitido ser convocado por la productora de televisión Michelle Alexander para ser más tarde, parte de la telenovela Locura de amor en 2015, interpretando al personaje de Elías Salas, en el cual haría inicio a su etapa de colaboraciones con la compañía Del Barrio Producciones y fue parte del reparto del siguiente proyecto de la productora Valiente amor en 2016, como Juan José León. Seguidamente, probaría suerte participando en diferentes comerciales de televisión y obtener su primer protagónico con la microobra peruana Hasta que la muerte nos separe en 2018.[cita requerida] Más tarde, volvió a trabajar con Alexander para su siguiente proyecto Mi esperanza en 2018, interpretando al joven Steven Amador, el hijo mayor de la protagonista Elsa Guerra, interpretado por la actriz Érika Villalobos.
Coprotagoniza la telenovela peruana En la piel de Alicia en el año 2019, bajo el personaje de Ricardo «Richi» Barroso, el enamorado de Alicia Huayta, y protagoniza la obra teatral El pingüino como Scott.[cita requerida] Adicionalmente, participó en el reparto principal de la película La pasión de Javier, interpretando al escritor César Calvo. Ocampo participó en el drama peruano Cock entre las temporadas 2019 y 2021, siendo estrenado en el recinto local Teatro Mocha Graña de Barranco,[cita requerida] siendo éste la segunda adaptación peruana, luego de la versión de 2016, protagonizada por Karina Jordán.
Ya para el año 2020, se suma al reparto principal de la telenovela Te volveré a encontrar, asumiendo el papel de Jairo López, pareja de la empleada Teresa Arévalo, quién fallece atropellado mientras estaba tomando fotografías durante la inauguración de su lavandería, y protagoniza la obra de teatro virtual Los Indie-Gentes como Salomón, líder de la organización Movimiento Indie-Gente. A finales de año, Ocampo protagoniza la serie web Bad trip en el papel de Rolando «Rulo».
Se incluye a la otra producción televisiva Luz de luna en el año 2021, interpretando a Leopoldo Cóndor «Polo», el mejor amigo de León Zárate, que tras el éxito de la ficción, volviendo a interpretar el papel en las temporadas 2022 y 2023. En el año 2022, coprotagoniza el cortometraje Nicole como un guachimán y al año siguiente, fue protagonista de la obra de teatro Sobrevivir en los Andes, al lado de las otras figuras locales Ismael La Rosa, Stefano Tosso y Fiorella Flores, donde haría el personaje de Carlos Páez Rodríguez.
En el año 2023, protagoniza la obra de superhéroes Superwash, asumiendo el rol de Batman de la compañía DC Comics y fue parte del reparto de la otra ficción El invierno del sol como Rubén.

## Filmografía

### Televisión
| Año       | Título                 | Rol                     | Notas             | Emisión            |
| --------- | ---------------------- | ----------------------- | ----------------- | ------------------ |
| 2015      | Locura de amor         | Elías Salas López       | Rol principal     | América Televisión |
| 2015      | Amor de madre          | «Fernandinho»           | Rol principal     | América Televisión |
| 2015      | Al fondo hay sitio     | Mozo                    | Cameo             | América Televisión |
| 2016      | Valiente amor          | Juan José León Gálvez   | Rol principal     | América Televisión |
| 2018      | Mi esperanza           | Steven Amador Guerra    | Rol principal     | América Televisión |
| 2019      | En la piel de Alicia   | Ricardo «Richi» Barroso | Rol coprotagónico | América Televisión |
| 2020      | Te volveré a encontrar | Jairo López Mena        | Rol secundario    | América Televisión |
| 2020      | Bad trip               | Rolando «Rulo»          | Rol protagónico   | YouTube            |
| 2021-2023 | Luz de luna            | Leopoldo «Polo» Cóndor  | Rol principal     | América Televisión |
| 2024      | Los otros Concha       | Iker Collao Muñoz       | Rol secundario    | América Televisión |
| 2025      | Nina de azúcar         | Facundo Frío            | Rol recurrente    | América Televisión |

### Cine
| Año  | Título                  | Rol         | Notas           |
| ---- | ----------------------- | ----------- | --------------- |
| 2014 | El disfraz              | Gabriel     | Rol protagónico |
| 2019 | Un amor hasta las patas | Omar        | Rol principal   |
| 2019 | La pasión de Javier     | César Calvo | Rol principal   |
| 2020 | Nicole                  | Guachimán   | Rol principal   |
| 2020 | Mis cumpitas            |             | Rol protagónico |
| 2021 | Drenar                  | Taxista     | Rol principal   |

## Teatro
- Laberinto de monstruos (2015)
- Hasta que la muerte nos separe (2018)
- El pingüino (2019) como Scott (protagónico).
- Cock (2019-2021)
- Los Indie-Gentes (2020) como Salomón (protagónico).
- Roberto Zucco (2021-2022)
- Sobrevivir en los Andes (2023) como Carlos Páez Rodríguez (protagónico).
- Superwash (2023) como Batman (protagónico).
- El invierno del sol (2023) como Rubén (coprotagónico).